# Lucy Everest Boole
Lucy Everest Boole FRIC (5 août 1862 - 5 décembre 1904) est une chimiste et pharmacienne irlandaise qui est la première femme à faire des recherches en pharmacie en Angleterre. Elle est la première femme professeur à la London School of Medicine for Women du Royal Free Hospital, et la première femme Fellow du Royal Institute of Chemistry.

## Jeunesse et éducation
Boole est née en 1862 à Cork, en Irlande, où son père, mathématicien et logicien George Boole, est professeur au Queen's College. Sa mère, Mary Everest Boole, est une mathématicienne et pédagogue autodidacte avec un intérêt pour la pédagogie. Lucy est la quatrième de cinq sœurs, dont beaucoup sont également remarquables. Sa sœur Alicia Boole est mathématicienne et sa sœur Ethel Lilian Voynich romancière. George Boole est décédé en 1864, laissant la famille pauvre; ils retournent en Angleterre, où sa mère devient bibliothécaire au Queen's College de Londres . Lucy travaille comme bibliothécaire et surveillante de résidence au Queens' College, mais ne reçoit aucune formation universitaire. Elle fréquente la London School of Pharmacy de 1883 à 1888 où elle poursuit sa formation de pharmacienne et réussit son examen majeur en 1888 .

## Carrière professionnelle
Peu de temps après avoir terminé ses études à la London School of Pharmacy, Lucy devient l'assistante de recherche de Wyndham Dunstan, professeur de chimie à la Pharmaceutical Society . Elle devient maître de conférences et démonstratrice de chimie en 1881 à la London School of Medicine en 1893. En 1894, elle est élue première femme membre de l'Institut de chimie . On pense qu'elle est la première femme professeur de chimie au Royal Free Hospital de Londres . Elle publie en collaboration avec Sir Wyndham Dunstan, un article « An Inquiry into the Vessicating Constituent of Croton Oil », devenant la première femme co-auteur d'un article concernant la recherche dans le domaine pharmaceutique . Dans cet article, elle propose une nouvelle méthode d'analyse du tartre émétique utilisant des techniques gravimétriques par opposition aux techniques volumétriques précédentes. Malgré les vives critiques reçues pour la proposition de Lucy, elle devient la méthode officielle de dosage dans la pharmacopée britannique de 1898 à 1963 .

## Vie privée
Lucy Boole ne s'est jamais mariée et vit avec sa mère à Notting Hill, Londres . Elle tombe malade en 1897 et meurt en 1904 à l'âge de 42 ans 

## Publications et contributions
- Dunstan et Boole, « An enquiry into the nature of the vesicating constituent of croton oil », Proceedings of the Royal Society of London, vol. 59, nos 353–358,‎ 1er janvier 1896, p. 237–249 (DOI 10.1098/rspl.1895.0083)
- Cash et Dunstan, « VIII. The physiological action of the nitrites of the paraffin series, considered connection with their chemical constitution », Philosophical Transactions of the Royal Society of London B, vol. 184,‎ 1er janvier 1893, p. 505–639 (DOI 10.1098/rstb.1893.0008)